# Tangled Hearts
Tangled Hearts er en amerikansk stumfilm fra 1916 af Joe De Grasse.

## Medvirkende
- Louise Lovely som Vera Lane
- Agnes Vernon som Lucille Seaton
- Lon Chaney som John Hammond
- Marjorie Ellison som Enid Hammond
- Hayward Mack som Montgomery Seaton